# 洪子健
洪子健（英語：Andy Hung Chi Kin，1980年4月26日—），香港模型家及商人，現為亞太區「樂高® 專業認證大師」之一。

## 簡歷
洪子健自小因父母離異，出生十多天便與祖父母一起居住。他6歲那年收到母親的生日禮物 —— 機場塑膠積木（產品編號6392，1985年發售）後，漸漸對砌積木產生興趣，更成為兒時愛好；早年就讀九龍塘學校（小學部）（1992年畢業）和東華三院黃笏南中學，在轉升中學的那一年，祖父母相繼離世，加上受到當時電視劇《大時代》影響，開始專注於追求金錢，立志將來從事證券行業。1999年預科畢業後，他考獲證券經紀牌照便在華資證券行工作，20歲時已替公司往聯交所當出市代表。而2001年至2003年亦曾在報章財經專欄撰寫股評，但由於常常以拼砌樂高積木（LEGO）為減壓方法，使其日漸投入和熟能生巧，加上金融海嘯令證券業受創，業務趨向網上交易，最低佣金制亦遭取消，故此在收入銳減下於2010年決定辭職，而與朋友合夥發展美容生意（2014年將美容院轉讓他人）。
2012年，洪子健開始跟業餘 LEGO 愛好會「Legend Bricks 東方之磚」成員先借大學禮堂舉辦展覽，然後合租荔枝角工廈單位作 LEGO 倉庫用途；2013年7月基於樂高集團計劃拓展大中華市場，過往又因以業餘玩家身份參加樂高展覽活動期間，認識了時任樂高香港區市場部總監和得其賞識，遂獲推薦到丹麥總公司參加「樂高® 專業認證大師」遴選。2014年，他籌組團隊將該倉庫改建成「樂遵創意工作室」，由太太黎婉雅擔任藝術總監，並到商場開辦展覽，潛心推廣 LEGO 創作。2015年7月，他正式通過考核，獲選為亞太區首位認證大師（當時全球共13位）。而2016年8月18日，旺角朗豪坊開設全港首間樂高認證專門店（LEGO Certified Store），店內展出了由他與其團隊創作的作品，為亞洲規模最大的專門店。
另外，洪子健曾拼砌出眾多栩栩如生的作品，當中包括紫禁城三大殿、丹麥尼哈芬水道、龍貓、新濠影滙、大型水族館、朗豪坊白色聖誕及農曆新年初一公雞巡遊花車等，讓國際傳媒相繼報導。2017年11月，他跟團隊利用250萬顆樂高積木，替星夢郵輪砌出長8.44米、寬1.33米、高1.53米的「世界夢號」，打破舊有金氏世界紀錄 ——「最長7.79米模型船（全球最大樂高® 模型船）」；翌年5至6月分別假尖沙咀香港文化中心和灣仔香港會議展覽中心作公開展覽。2024年，他召集逾千位年輕人，包括兩位該屆香港中學文憑試超級狀元鍾柏綸及廖俊翔，合作使用近300萬顆樂高積木拼砌出總長26米、闊1.78米的《清明上河圖》立體情景模型，打破全球最大樂高立體情景模型的健力士世界紀錄，並於同年9月在沙田新城市廣場免費展示。

## 演出作品

### 電視節目

#### 無綫電視
- 2015 - 2016年：《Think Big天地》（嘉賓）
- 2017年：《職場制勝》（9月29日嘉賓）
- 2019年：《財經透視》（1月20日嘉賓）
- 2020年：《創科導航》（12月23日嘉賓）
- 2022年：《香港25個第一》（第5集嘉賓）

#### ViuTV
- 2019年：《智富通》（「有可成」1月29日嘉賓）
- 2021年：《智富通》（「有几可成」4月20、27日嘉賓）

#### 港台電視31
- 2024年：《凝聚香港》（10月3日嘉賓）[41]

#### HOY TV
- 2025年：《一線搜查》（第659集嘉賓）[42]

### 電台節目

#### 香港商業電台
- 2014年：雷霆881叱吒903《有誰共鳴》（8月6日嘉賓主持 ）

#### 上海東方廣播電台
- 2017年：《新聞風尚志》（3月24日訪問嘉賓）

#### 香港電台
- 2025年：《What's Up Bro》（4月26日訪問嘉賓  （页面存档备份，存于））

## 外部連結
- 洪子健的Facebook專頁
- 洪子健的Instagram帳戶
- MenClub Blogger – Andy Hung[]
- Legend Creative 官方網頁